# Cayratia delicatula
Cayratia delicatula là một loài thực vật hai lá mầm trong họ Nho. Loài này được (Willems) Desc. miêu tả khoa học đầu tiên năm 1972.